# Şaphane
Şaphane est une ville et un district de la province de Kütahya dans la région égéenne en Turquie.